# Hertelendy István
Hertelendy István (Körmend, 1911. október 15. – Budapest, 1945. január) magyar író, vígjátékíró.

## Élete
Körmenden született, a mai Rákóczi út 5-ös számú házban. Szülei Hertelendy Kálmán (1883–1932. december 15.) körmendi főszolgabíró, vármegyei aljegyző és a pozsonyi születésű Skultéthy Teréz. Húga Éva. Körmendről előbb Kőszegre, majd onnan édesapja bevonulása miatt – az első világháború alatt a 83-as gyalogezredhez – Pozsonyba, egy gazdag nagynénihez költöznek a gyerekek édesanyjukkal. Ez a pozsonyi tartózkodás mély nyomokat hagyott emlékeiben, írásaiban. 
A háború után először Náraiban lakott a család, s onnan járt Szombathelyre a püspöki iskolába. Az 1920-as évek második felében már Szombathelyen lakott a család, a premontrei gimnáziumban tanult, s versei jelentek meg a Vasvármegye című lapban, irodalmi érdeklődésű baráti társaságba járt. Apja katonai pályára szánta, de tanulmányait egy félév után abbahagyta. Ezután jogi tanulmányokat kezdett Pécsett, ismét apja elhatározására. Ezt ugyancsak abbahagyta apja halála után, s 1933-ban Budapestre utazott, ahol beiratkozott az egyetemre művészet- és irodalomtörténeti tanulmányokra. Első verseit a Pesti Hírlap közölte, majd folytatásos regényre kötött szerződést a Magyarországgal Dunántúli szerelem címmel 1934-ben. Közelebbi kapcsolatba került Zilahy Lajossal és baráti körével. Zilahy jóvoltából próbaidőre a Magyarország sportrovatának vezetője lett. 1934. július elsején szerződtették az Est-lapokhoz. Szerződést kötött Bajcsy-Zsilinszky lapjával, hogy négy cikket ír a Szabadságba, és tudósította a Nyugat-Magyarország című lapot. 1935-ben megjelent újabb regénye Juss címmel.
Jó barátai voltak többek között Reismann Marian és testvére, Reismann János, Baróti Géza. 1935-ben Budapesten a XIV. Jávor u. 9/B-ben lakott albérletben. 1936 tavaszán saját lakásba költözött, megszűnt a kényelmetlen albérletezés. 1936. július végén az Est-lapok tudósítói gárdájával Berlinbe utazott az Olimpiára. A lapokban egyre több színikritikát közölt, egyre otthonosabban mozgott a színház világában, a színházi rovat vezetője lett. Saját színdarabjain is dolgozott (Nevetséges díszlet, Nem Mária volt [későbbi címe: Bolond szerelmesek]), ezért kisebb írásokon kívül nem nagyon publikál irodalmi műveket. 1939-ben eljegyezte és feleségül vette a kezdő színésznő Zimka Hannát (Budapest, 1919. október 5.–West Hollywood, 2008. május 15.), egy budai pék lányát, aki felvette a nevét (Hertelendy Hanna).
Sikeres író, vígjátékíró volt a 20. század harmincas–negyvenes éveiben: regényeket, elbeszéléseket és drámákat írt. 1940-ben elfogadja darabját, a Bolond szerelmeseket bemutatásra (1942. január) a Vígszínház és három újabb darab megírására kötöttek vele szerződést. Herczeg Ferenc 80. születésnapjára könyvet szerkesztett 1943-ban. Önéletrajzi ihletésű, a családja sorsát is feldolgozó, Leszállott a páva című regénye 1944-ben jelent meg Budapesten a Dante könyvkiadó gondozásában. Ebben az évben elvált feleségétől. Új menyasszonya Újházy Irén volt. Budapest ostroma alatt halt meg egy légitámadás során a Ponty utca 7. első emeletén. A légiriadó után a Szabó téren, a ház előtt, a fák között temették egy perzsaszőnyegbe csavarva, majd 1945 júniusában kapta meg a végső tiszteletet, az írószövetség Jókai lepellel temette el a Farkasréti temetőben. Kéziratai, regényei, színdarabjai majdnem mind elpusztultak, vagy a háborúban vagy a háború utáni időkben. Dolgainak egy része húgáékhoz kerül, de a kéziratok, ki nem adott könyvek és be nem mutatott drámák, amit a cenzúra betiltott, elkallódtak. Zimka Hanna a háború után az amerikai követség egyik munkatársához ment férjhez, és kivándorolt az Egyesült Államokba.

## Művei
- A pozsonyi három barát: regény, Budapest: Dante, 1940
- Bolond szerelmesek című drámája, bemutatta a Vígszínház 1942 januárjában, rend. Horváth Árpád
- Színészek: regény, Budapest: Révai, 1942
- Jákyak című drámája, bemutatta a Vígszínház 1943. március 26-án, rend. Horváth Árpád
- Leszállott a páva: regény, Budapest: Dante, 1944

## Műfordításai
- Keith Winter Tűzvész című drámája, amit a Vígszínház bemutatott 1941. november 14-én
- Carl Spitteler: Imago: regény, Budapest: Révai, 1942
- John Friedrich Vuilleumier: Reménytelenül...: regény, Budapest: Stílus, 1943
- Lin Yutang: Méz és bors, Budapest: Révai, 1943
- Alfred E. Johann: Az élet sodrában: regény, Budapest: Unió, 1943
- Daphne du Maurier A Manderley-ház asszonya, amit a Vígszínház bemutatott 1943. január 29-én
- Milly Ganz: A szegények orvosa: regény, Budapest: Unió, 1944
- Emil Ludwig: Lincoln, Budapest: Dante, 1946